# Operational data store
Un operational data store (ou ODS) est une base de données conçue pour centraliser les données issues de sources hétérogènes afin de faciliter les opérations d'analyse et de reporting. L'intégration de ces données implique souvent une purge des informations redondantes. Un ODS est généralement destiné à contenir des données de niveau fin comme un prix ou le montant d'une vente, en opposition aux données agrégées tel que le montant total des ventes. Les données agrégées sont stockées dans un entrepôt de données (data warehouse).